# 주문진중학교 축구부
주문진중학교 축구부는 주문진중학교의 축구부로 강원 FC의 U-15팀이다.

## 역사
1951년 개교한 주문진중학교는 7년만인 1958년 축구부를 창단되어 매우 오래된 역사를 자랑한다. 오랜기간 동안 대표적으로는 설기현 선수와 정경호 선수를 배출해 왔으며, 이후 2011년에 K리그 참가팀인 강원 FC의 U-15팀으로 명명되었다.

## 같이 보기
- 주문진중학교
- 강원 FC
- 강릉제일고등학교 축구단
- 강원 FC U-12팀